# Грицевичи (Берестовицкий район)
Грицевичи (бел. Грыцавічы) — деревня в Берестовицким районе Гродненской области. Входит в состав Пограничного сельсовета.

## История
До сентября 1939 года находилась в составе Польши. В результате пакта Молотова — Риббентропа и нападения СССР на Польшу 17 сентября 1939 года вошла в состав БССР. С 1991 года в составе независимой Беларуси.
Деревня находится в пограничной зоне Беларуси.

## Население
- 1999 год — 156 человек
- 2010 год — 96 человек